# The Ultra Zone
The Ultra Zone es el quinto álbum del guitarrista y compositor Steve Vai, fue lanzado en 1999.
Este álbum es estructuralmente similar a Fire Garden, en el que la primera mitad del álbum se compone principalmente de temas instrumentales, y la segunda mitad, de las temas vocales, sin embargo, a diferencia de Fire Garden, este no está formalmente dividido en dos "fases".
The Ultra Zone es notable por sus homenajes a dos guitarristas legendarios: Frank Zappa (en la pista «Frank»), y Stevie Ray Vaughan (en la pista "Jibboom").
También es notable el hecho de que este álbum fue el último realizado en estudio, hecho con material original de Vai. Hasta el año 2005 en Real Illusions: Reflections, en los años intermedios, lanzó varias recopilaciones de su material, así como un álbum en vivo.
Este álbum incluye las participaciones de Kōshi Inaba y Tak Matsumoto del grupo japonés B'z en el tema «Asian Sky».

## Listado de canciones
Todas las canciones escritas y compuestas por Steve Vai. 
| N.º   | Título                               | Duración |  |
| 1.    | «The Blood and Tears» (Instrumental) | 4:26     |  |
| 2.    | «The Ultra Zone» (Instrumental)      | 4:52     |  |
| 3.    | «Oooo» (Instrumental)                | 5:12     |  |
| 4.    | «Frank» (Instrumental)               | 5:09     |  |
| 5.    | «Jibboom» (Instrumental)             | 3:46     |  |
| 6.    | «Vodoo Acid»                         | 6:25     |  |
| 7.    | «Windows to the Soul»                | 6:25     |  |
| 8.    | «The Silent Within»                  | 5:00     |  |
| 9.    | «I'll Be Around»                     | 4:57     |  |
| 10.   | «Lucky Charms» (Instrumental)        | 6:44     |  |
| 11.   | «Fever Dream» (Instrumental)         | 6:03     |  |
| 12.   | «Here I Am»                          | 4:12     |  |
| 13.   | «Asian Sky»                          | 5:34     |  |
| 68:36 |                                      |          |  |

## Créditos
- Bryan Beller - Bajo
- Duane Benjamin - Trombón
- Rina Bucollo -	Ingeniero, Asistente de Ingeniero
- Philip Bynoe -	Bajo
- Andy Cleaves -	Trompeta
- Robin Dimaggio - Batería
- Manuel Gomes -	Ingeniero
- Marcelo Gomes - Ingeniero
- Koshi Inaba -	Voces
- Mike Keneally - Teclados
- Michael López - Ingeniero, Asistente de Ingeniero
- Mike Mangini -	Batería
- Takashi Matsumoto - Guitarra
- Niels Bye Nielsen - Orquestación
- Niels Nielson - Toma de muestras
- Steve Vai - Guitarra, Arreglos, Voces, Multinstrumentista, Productor, Ingeniero, Músico